# МКС-7
МКС-7 — седьмой долговременный экипаж Международной космической станции. Экипаж работал на борту МКС с 28 апреля по 27 октября 2003 года.
Во время седьмой экспедиции были осуществлены работы по обслуживанию кораблей:
- ТКГ "Прогресс М-47: расстыковка 28 сентября 2003 года;
- ТКГ «Прогресс М1-10»: старт 8 июня 2003 года, стыковка 11 июня 2003 года, расстыковка 4 сентября 2003 года;
- ТКГ «Прогресс М-48»: старт 29 августа 2003 года, стыковка 31 августа 2003 года;
- пилотируемого корабля «Союз ТМА-2»: корабль доставки и возвращения экипажа МКС-7;
- пилотируемого корабля «Союз ТМА-3» с членами экипажа МКС-8 и участником экспедиции посещения ЭП-5 Педро Дуке: старт 18 октября 2003 года, стыковка 20 октября 2003 года.

Были проведены научные исследования и эксперименты по российской и американской программам.
Членами 7-й основной экспедиции не было совершено выходов в открытый космос. По завершении станция была передана экипажу 8-й основной экспедиции.

## Экипаж
Первоначально в составе основного экипажа МКС-7 готовился бортинженер Сергей Мощенко, но решением Межведомственной комиссии (МВК) 1 октября 2002 года был заменён на Александра Калери.
Старт экипажа планировался на 1 марта 2003 года на шаттле «Дискавери STS-114», а возвращение — на шаттле «Дискавери STS-116», но после катастрофы «Колумбии» все запланированные экипажи были переформированы (экипаж МКС-7 был сокращён с трёх человек до двух), а полёты шаттлов отложены на неопределённые сроки.
В экипаж МКС-7 вошли:
- (Роскосмос): Юрий Маленченко (3)[п 1] — командир;
- (НАСА): Эдвард Лу (3) — бортинженер.

### Дублирующий экипаж
- (Роскосмос): Александр Калери (4) — командир;
- (НАСА): Майкл Фоул (6) — бортинженер[5].

### Экипаж возвращения
- (Роскосмос): Юрий Маленченко (3) — командир;
- (НАСА): Эдвард Лу (3) — бортинженер-1;
- (ЕКА): Педро Дуке (2)[6] — научный специалист МКС, бортинженер-2 (участник по программе экспедиции посещения ЭП-5).

Примечание
1. ↑  Цифра в скобках показывает число законченных космических полётов, включая этот, которые уже совершил данный член экипажа.

## Параметры полёта
- Наклонение орбиты — 51,6°;
- Период обращения — 92,0 мин;
- Перигей — 384 км;
- Апогей — 396 км.

## Эмблема
Изображенные на эмблеме МКС-7 два эллипса символизируют историю космических программ двух стран, а две звезды на бордюре символизируют как научные, так и коммерческие задачи, выполняемые экипажами на борту МКС.
Из-за переформирований экипажа внешний вид эмблемы претерпевал неоднократные изменения:
- Первоначальный вариант был утверждён в мае 2002 года: на эмблеме фигурировали фамилии Ю. Маленченко, С. Мощенко и Э. Лу;
- В ноябре 2002 года, в связи с заменой Мощенко, на эмблеме появилась фамилия А. Калери.
- На окончательном варианте эмблемы, утверждённом в марте 2003 года, были помещены фамилии Ю. Маленченко и Э. Лу[7].

В память о погибшем экипаже «Колумбия STS-107» член экипажа МКС-7 Эдвард Лу на рукаве своего скафандра, помимо основной эмблемы, носил эмблему миссии STS-107.